# Apolysis palpalis
Apolysis palpalis är en tvåvingeart som först beskrevs av Axel Leonard Melander 1946.  Apolysis palpalis ingår i släktet Apolysis och familjen svävflugor. Inga underarter finns listade i Catalogue of Life.